# Boz Boorer

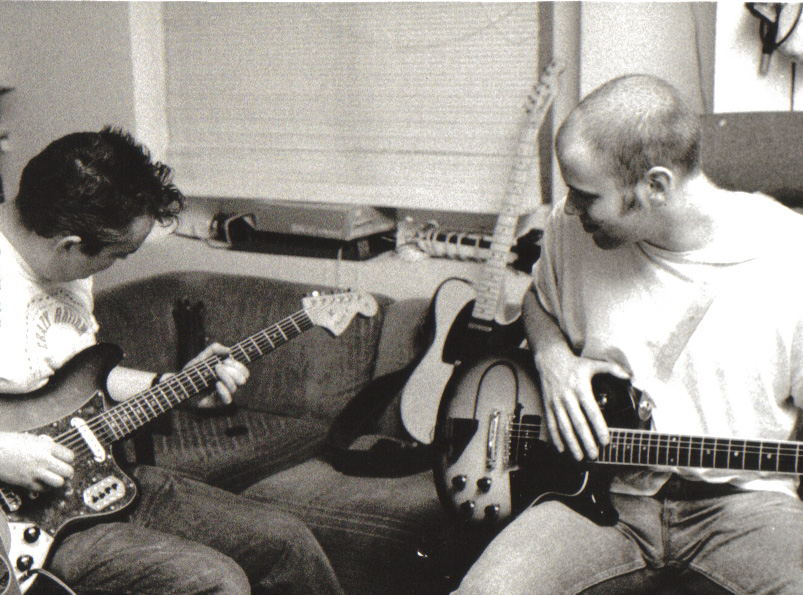
Boz Boorer (links) während Aufnahmen mit Tim Dunn

Boz Boorer (eigentlich Martin James Boorer; * 19. Mai 1962 in Edgware, Middlesex) ist ein englischer Musiker (Instrumente: Gitarre, Saxophon, Banjo, Klarinette).

## Leben
In seiner Jugend spielte Boorer in mehreren Rockabilly-Bands, unter anderem bis heute in The Polecats. 1991 ersetzte er Mark Nevin als Gitarrist des Sängers Morrissey. Seitdem ist er ein fixer Teil der Band und schreibt zusammen mit Alain Whyte die Musik zu Morrisseys Texten.
Zudem produziert Boorer Musik in seinem Serra Vista Studio, in der Serra de Monchique an der portugiesischen Algarveküste gelegen, und er arbeitet mit langjährigen Wegbegleitern wie Edwyn Collins oder Adam Ant.
2012 veröffentlichte er sein Soloalbum Some Of The Parts auf dem Wiener Label Fabrique Records. Im Juni 2014 veröffentlichte er mit Girl From Atlanta eine Solosingle gemeinsam mit Art Brut-Sänger Eddie Argos. Nach fast vierjähriger Studioarbeit veröffentlichte Boorer im Oktober 2016 sein Soloalbum Age Of Boom, wieder auf Fabrique Records. Neben Gastsängern wie Eddie Argos sind unter anderem Tom Walkden von der britischen Band Wolventrix, James Maker, Georgina Baillie, Ben Mark, Alex Lusty, Tracy Vandal oder 'Limey' Dave Dahlson auf dem Album vertreten.

## Diskografie (Auswahl)
Alben
- Between The Polecats (1992; NV Records)
- My Wild Life's Gonna Get Me Down (1996; NV Records)
- Vegas Bop (1999; NV Records)
- Miss Pearl (2008; Vibrant Records)
- Some of The Parts (2012; Fabrique Records)
- Age of Boom (2016; Fabrique Records)

Singles und EPs
- Boz's Blues (1997; NV Records)
- Dollar short (2002; Thousand Records)
- She's My Little Woman / Juke Box Rock (2008; Rollin Records)
- Slippery Forces (2012; Fabrique Records)
- Comic Book Nightmare (2014; Indecision Records)
- Girl From Atlanta (2014; Fabrique Records)
- El Camino Real (2016; Rollin Records)
- Initials BB (feat. James Maker) (2022; Fabrique Records)
- A Good Day Tomorrow (feat. Lusty) (2022; Fabrique Records)

Kompilation
- Miss Pearl / My Wild Life (2010; Floating World Records)